# توفند سرجیو (۲۰۱۸)
توفند سرجیو (انگلیسی: Hurricane Sergio) یک توفند استوایی قدرتمند و طولانی مدت بود که شبه‌جزیره باخا کالیفرنیا را به عنوان یک طوفان استوایی تحت تأثیر قرار داد و در اوایل اکتبر ۲۰۱۸ باعث سیل قابل توجهی در سراسر جنوب تگزاس شد. در این طوفان بیش از هزار مدرسه تعطیل شد و چند صد نفر خانه‌های خود را تخلیه کردند. بقایای سرجیو بارندگی شدیدی را به آریزونا آورد و در نتیجه نمایشگاه ایالتی آن تعطیل شد. در نتیجه افزایش رطوبت، چندین گردباد نیز در تگزاس ایجاد شدند. حدود ۵۴۸۰۰۰ دلار خسارت در هر دو ایالت وارد شده‌است. هیچ تلفات یا تلفاتی در ارتباط با طوفان یا بقایای آن گزارش نشده‌است.